# 祁连山黄耆
祁连山黄耆（学名：Astragalus chilienshanensis）是豆科黄芪属的植物，是中国的特有植物。分布于中国大陆的青海等地，生长于海拔3,500米的地区，一般生于山坡沼泽地，目前尚未由人工引种栽培。